# فريدريك ماورر
فريدريك مورر (بالألمانية: Friedrich Maurer)‏ (18 يونيو 1912 بالنمسا - 10 يوليو 1958) هو لاعب كرة يد نمساوي في مركز حارس مرمى ‏. شارك في الألعاب الأولمبية الصيفية 1936.

## وصلات خارجية
- فريدريك ماورر على موقع أوليمبيديا (الإنجليزية)